# (4548) Wielen
(4548) Wielen es un asteroide perteneciente al cinturón de asteroides, descubierto el 24 de septiembre de 1960 por Cornelis Johannes van Houten en conjunto a su esposa también astrónoma Ingrid van Houten-Groeneveld y el astrónomo Tom Gehrels desde el Observatorio del Monte Palomar, Estados Unidos.

## Designación y nombre
Designado provisionalmente como 2538 P-L. Fue nombrado Wielen en honor al astrónomo alemán Roland Wielen.

## Características orbitales
Wielen está situado a una distancia media del Sol de 2,285 ua, pudiendo alejarse hasta 2,431 ua y acercarse hasta 2,139 ua. Su excentricidad es 0,063 y la inclinación orbital 8,285 grados. Emplea 1261 días en completar una órbita alrededor del Sol.

## Características físicas
La magnitud absoluta de Wielen es 13,9. Tiene 5,22 km de diámetro y su albedo se estima en 0,179. Está asignado al tipo espectral Xc según la clasificación SMASSII.